# Charlotte Salt
Charlotte Salt (* 12. August 1985 in Newcastle-under-Lyme, England) ist eine britische Schauspielerin.

## Leben und Leistungen
Salt debütierte in der britischen Fernsehserie In a Land of Plenty aus dem Jahr 2001. Im spanisch-britischen Thriller Beneath Still Waters (2005) spielte sie eine der größeren Rollen. In der Komödie The TV Set aus dem Jahr 2006 war sie an der Seite von David Duchovny und Sigourney Weaver zu sehen; im gleichen Jahr wurde ihr eine Hauptrolle neben Olivier Martinez in einem Filmprojekt angeboten, welches nicht verwirklicht wurde. Im Fantasyfilm Die Legende von Beowulf (2007) spielte sie neben Angelina Jolie sowie im Familienfilm Eine Prinzessin zu Weihnachten (2011) neben Roger Moore. Salt lebt in den Vereinigten Staaten.  Es folgten weitere Auftritte in Film und Fernsehen.

## Filmografie (Auswahl)
- 2001: In a Land of Plenty (Fernsehserie, 2 Folgen)
- 2001: Flucht vor der Vergangenheit (The Whistle-Blower)
- 2002–2005: Born and Bred (Fernsehserie, 20 Folgen)
- 2003: The Bill (Fernsehserie, Folge 19x32)
- 2002: Inspector Lynley (Fernsehserie, Folge 1x04 Denn keiner ist ohne Schuld)
- 2005: Beneath Still Waters
- 2006: The TV Set
- 2006: CSI: Den Tätern auf der Spur (CSI: Crime Scene Investigation, Fernsehserie, Folge 6x13)
- 2006–2007: Wildfire (Fernsehserie, 13 Folgen)
- 2007: Die Legende von Beowulf (Beowulf)
- 2008: Die Tudors (Fernsehserie, 5 Folgen)
- 2008: Entourage (Fernsehserie, Folge 2x10)
- 2009: Im tiefen Tal der Superbabes (Deep in The Valley)
- 2010: Agatha Christie’s Marple (Fernsehserie, Folge 5x02)
- 2011: Death in Paradise (Fernsehserie, Folge Nur die Sonne war Zeuge)
- 2011: Eine Prinzessin zu Weihnachten (A Princess for Christmas)
- 2011–2018: Casualty (Fernsehserie, 119 Folgen)
- 2015: Bunker – Es gibt kein Entkommen (The Hoarder)
- 2015: Die Musketiere (The Musketeers, Fernsehserie, 8 Folgen)
- 2016: Modder en bloed
- 2017: The Chamber
- 2019: Pandora (Fernsehserie, Folge 1x04)
- 2021: Everybody’s Talking About Jamie